# International Violin Competition of Indianapolis
L'International Violin Competition of Indianapolis è un concorso di violino classico che si svolge una volta ogni quattro anni a Indianapolis, nell'Indiana. Dal 1984 è membro della World Federation of International Music Competitions.

## Storia
Il primo International Violin Competition of Indianapolis si è tenuto per la prima volta nel 1982, diretto da Josef Gingold. Era aperto ai violinisti dai diciotto ai trenta anni e il premio era una medaglia d'oro e 10.000 (diecimila) dollari degli Stati Uniti
Il concorso era stato originariamente organizzato come un evento isolato, ma Gingold decise di ripeterlo a causa del suo successo. Per la seconda competizione del 1986, Dorothy DeLay, Ruggiero Ricci, Henryk Szeryng e Ilona Feher erano tutti presenti nella giuria.
Per la serie 2014 il concorso ha commissionato al compositore Ellen Taaffe Zwilich la scrittura di Fantasy for Solo Violin, che sedici semifinalisti hanno suonato nel secondo turno della gara. L'8 luglio 2014 il concorso ha annunciato che la Zwilich avrebbe fatto parte della giuria, prendendo il posto della violinista Pamela Frank, che si era dimessa a causa di una malattia in famiglia. Gli altri membri della giuria del 2014 erano Jaime Laredo, Miriam Fried, Dong-Suk Kang, Boris Kuschnir, Cho-Liang Lin, Philip Setzer, Dmitry Sitkovetsky e Kyoko Takezawa.
La ricompensa per aver vinto il primo premio al Concorso del 2014 è stato un recital alla Carnegie Hall, l'opportunità di utilizzare il violino Stradivari Ex-Gingold per quattro anni e 30.000 (trentamila) dollari statunitensi.

## Il concorso
La competizione è divisa in tre parti:
- Preliminari. Il primo round della competizione dura 45 minuti per concorrente ed è composto da opere delle sonate per violino di Mozart, sonate e partite di J.S. Bach per violino solo e 24 Capricci per violino solo di Paganini. Ogni partecipante deve anche eseguire un bis.[9]
- Semifinali. Nel turno successivo ogni concorrente suona per 75 minuti, incluso un lavoro su commissione e una sonata di Beethoven.[10]
- Finali. Le finali sono divise in due parti: nella prima parte i concorrenti eseguono ciascuno un concerto classico e nella seconda parte ciascuno suona un concerto romantico. Si esibiscono con l'Indianapolis Symphony Orchestra.[9][10]

## Vincitori del passato
| Anno | Oro               | Argento            | Bronzo           | Quarto              | Quinto                | Sesto            |
| ---- | ----------------- | ------------------ | ---------------- | ------------------- | --------------------- | ---------------- |
| 2018 | / Richard Lin     | Risa Hokamura      | Luke Hsu         | Anna Lee            | Ioana Cristina Goicea | / Shannon Lee    |
| 2014 | Jinjoo Cho        | Tessa Lark         | Ji Young Lim     | Dami Kim            | Yoo Jin Jang          | Ji Yoon Lee      |
| 2010 | / Clara-Jumi Kang | Soyoung Yoon       | Benjamin Beilman | Haoming Xie         | Antal Szalai          | Andrey Baranov   |
| 2006 | Augustin Hadelich | Simone Lamsma      | Celeste Golden   | Yura Lee            | Ye-Eun Choi           | Bella Hristova   |
| 2002 | Barnabás Kelemen  | Sergey Khachatryan | Soovin Kim       | Frank Huang         | Susie Park            | Alina Pogostkina |
| 1998 | Judith Ingolfsson | Liviu Prunaru      | Ju-Young Baek    | Svetlin Roussev     | Andrew Haveron        | Bin Huang        |
| 1994 | Juliette Kang     | Stefan Milenkovich | David Chan       | Jaakko Kuusisto     | Michiko Kamiya        | Robin Sharp      |
| 1990 | Pavel Berman      | Marco Rizzi        | Ivan Chan        | Virginie Robilliard | David Kim             | Martin Beaver    |
| 1986 | Kyoko Takezawa    | Leōnidas Kavakos   | Andrés Cárdenes  | Chin Kim            | Sungsic Yang          | Annick Roussin   |
| 1982 | Mihaela Martin    | Ida Kavafian       | Yuval Yaron      | Olivier Charlier    | Nai-Yuan Hu           | Yuriko Naganuma  |

Dal sito web del concorso.